# Demokracja parlamentarna
Demokracja parlamentarna – ustrój polityczny, w którym uprawnieni do głosowania wybierają parlamentarzystów jako swoich przedstawicieli. Liczba przyznanych mandatów zależy od głosów oddanych na poszczególne partie w wyborach oraz od obowiązującej ordynacji wyborczej. Demokracja parlamentarna jest najbardziej popularną odmianą demokracji pośredniej.

## Polska
W Polsce obywatele wybierają jako przedstawicieli w postaci 460 posłów oraz 100 senatorów w wyborach parlamentarnych, które odbywają się co 4 lata. Wybory do Sejmu Rzeczypospolitej Polskiej są pięcioprzymiotnikowe (tj. są powszechne, równe, bezpośrednie, proporcjonalne oraz odbywają się w głosowaniu tajnym), a do Senatu Rzeczypospolitej Polskiej: bezpośrednie, powszechne i odbywają się w głosowaniu tajnym.